# Hermann Osthoff (Ministerialbeamter)
Hermann Osthoff (* 29. Oktober 1876 in Lübbecke; † 1956) war ein deutscher Jurist, Eisenbahndirektor und Ministerialbeamter.

## Leben
Hermann Osthoff studierte Rechtswissenschaften an den Universitäten in Marburg, Halle und Berlin. Nach Abschluss des Studiums wurde er Gerichtsreferendar, 1904 Gerichtsassessor und war vorübergehend im Kommunaldienst tätig. Im Juni 1906 kam er zu den Preußischen Staatseisenbahnen und war anfangs als „Hilfsarbeiter“ bei der Eisenbahndirektion Köln und der Eisenbahndirektion Posen tätig. Später war er unter anderem Vorstand der Verkehrsinspektion Altena. Er war bis 1920 auch Mitglied der Eisenbahndirektion München und der Eisenbahndirektion Berlin. 1913 erreichte er einen Dienstrang, welcher dem späteren Reichsbahnrat entsprach.
1920 wurde er Ministerialrat im Reichsverkehrsministerium (RVM) und Referent in der Personalabteilung des RVM. Mit der Bildung der Deutschen Reichsbahn-Gesellschaft (DRG) wurde er 1924 Reichsbahndirektor und Mitglied der DRG-Hauptverwaltung, wo er das Referat 50 (Personalhaushalt, Arbeitszeit) übernahm. Ab 1929 war er Leiter der Abteilung V., der Personalabteilung, in der Reichsbahn-Hauptverwaltung. Zum 1. Mai 1933 trat Osthoff in die NSDAP ein (Mitgliedsnummer 3.020.286); er wurde auch Mitglied im Bund Nationalsozialistischer Deutscher Juristen (BNSDJ). Als Leiter der Personalabteilung war Osthoff in den Jahren ab 1933 auch für alle Maßnahmen zuständig, mit denen auf Basis der von der Reichsbahn übernommenen Regelungen des Berufsbeamtengesetzes jüdische, kommunistische, sozialdemokratische sowie aus sonstigen Gründen politisch missliebige Eisenbahner diskriminiert und aus den Diensten der Reichsbahn entfernt wurden.
Mit dem Gesetz zur Neuregelung der Verhältnisse der Reichsbank und der Deutschen Reichsbahn ging die bisherige DRG im Februar 1937 wieder in die direkte Verwaltung des Reichs über. In diesem Zuge wurden die bisherigen Abteilungen der Reichsbahn-Hauptverwaltung als Abteilungen in das RVM übernommen. Wie alle Abteilungsleiter wurde auch Osthoff damit als Ministerialdirektor in das RVM übernommen. Im August des gleichen Jahres wurde Osthoffs Abteilung zu einem Vorstandsressort aufgewertet, er wurde damit Mitglied des Vorstands der Deutschen Reichsbahn. Damit sollte vor allem Staatssekretär Wilhelm Kleinmann entlastet werde, dem die Personalabteilung bislang als Vorstandsressort unterstanden hatte. Zum 31. Dezember 1941 trat Osthoff nach Erreichen der Altersgrenze in den Ruhestand. Am 1. Januar 1942 übernahm Werner Hassenpflug als Nachfolger die Abteilung E V Personalangelegenheiten im RVM und wurde zugleich neues Vorstandsmitglied der Reichsbahn.